# فيدور موسكالنكو
فيدور موسكالنكو، فيلسوف ومنطقي ماركسي من أوكرانيا، ولد سنة 1901. انتسب إلى الحزب الشيوعي السوفيتي عام 1927، يدرس منذ عام 1932، وصارفي عام 1963 أستاذا مستشارا لجامعة كييف. كتب باللغتين الأوكرانية والروسية. وله دراسات عن راديتسيف وبليخانوف. ومن مؤلفاته في المنطق : «نظرية الاستنتاجات الاستقرائية في تاريخ المنطق الروسي» سنة 1955.